# Ludovico Altieri, IX principe di Oriolo
Ludovico Altieri, IX principe di Oriolo (Roma, 27 dicembre 1878 – Roma, 6 giugno 1955), è stato un principe italiano.

## Biografia
Ludovico nacque a Roma il 27 dicembre 1878, figlio di Paolo Altieri, VIII principe di Oriolo, e di sua moglie la principessa Matilde Augusta di Urach. Per parte di suo padre egli era imparentato per adozione con il papa Clemente X, con il cardinale Paluzzo Paluzzi Altieri degli Albertoni nonché con il re Augusto III di Polonia, mentre per parte di sua madre era nipote di Guglielmo di Urach, duca di Urach (e parente quindi dei re di Württemberg), oltre al fatto che il suo bisnonno era Eugenio di Beauharnais, figlio adottivo di Napoleone, che aveva sposato la figlia di re Massimiliano I di Baviera.
Alla morte di suo padre nel 1901, gli succedette al titolo di principe di Oriolo, nel viterbese. Sposò Emilia Balestra, figlia del senatore del regno Giacomo Balestra, ma la coppia non ebbe figli.
Morì a Roma il 6 giugno 1955 e venne sepolto nel sepolcro di famiglia nella chiesa di Santa Maria sopra Minerva. Con lui si estinse la casata degli Altieri nell'agnizione maschile.

## Albero genealogico
|                                         |                                   |                                         | Genitori                                               |  |  | Nonni |  |  | Bisnonni                                |  |  | Trisnonni                             |  |
|                                         |                                   |                                         |                                                        |  |  |       |  |  | Clemente Altieri, VI principe di Oriolo |  |  | Paluzzo Altieri, V principe di Oriolo |  |
|                                         |                                   |                                         |                                                        |  |  |       |  |  | Clemente Altieri, VI principe di Oriolo |  |  | Paluzzo Altieri, V principe di Oriolo |  |
|                                         |                                   | Maria Anna di Sassonia                  |                                                        |  |  |       |  |  | Clemente Altieri, VI principe di Oriolo |  |  |                                       |  |
| Emilio Altieri, VII principe di Oriolo  |                                   |                                         |                                                        |  |  |       |  |  | Clemente Altieri, VI principe di Oriolo |  |  |                                       |  |
|                                         |                                   | Vittoria Boncompagni Ludovisi           | Luigi I Boncompagni Ludovisi                           |  |  |       |  |  |                                         |  |  |                                       |  |
|                                         |                                   | Vittoria Boncompagni Ludovisi           | Luigi I Boncompagni Ludovisi                           |  |  |       |  |  |                                         |  |  |                                       |  |
|                                         |                                   | Vittoria Boncompagni Ludovisi           | Maddalena Odescalchi                                   |  |  |       |  |  |                                         |  |  |                                       |  |
| Paolo Altieri, VIII principe di Oriolo  |                                   | Vittoria Boncompagni Ludovisi           |                                                        |  |  |       |  |  |                                         |  |  |                                       |  |
|                                         |                                   | Giuseppe Archinto, V marchese di Parona | Luigi Archinto                                         |  |  |       |  |  |                                         |  |  |                                       |  |
|                                         |                                   | Giuseppe Archinto, V marchese di Parona | Luigi Archinto                                         |  |  |       |  |  |                                         |  |  |                                       |  |
|                                         |                                   | Giuseppe Archinto, V marchese di Parona | Marianna Manfredi                                      |  |  |       |  |  |                                         |  |  |                                       |  |
| Beatrice Archinto                       |                                   | Giuseppe Archinto, V marchese di Parona |                                                        |  |  |       |  |  |                                         |  |  |                                       |  |
|                                         |                                   | Maria Cristina Trivulzio                | Gian Giacomo Trivulzio, VI marchese di Sesto Ulteriano |  |  |       |  |  |                                         |  |  |                                       |  |
|                                         |                                   | Maria Cristina Trivulzio                | Gian Giacomo Trivulzio, VI marchese di Sesto Ulteriano |  |  |       |  |  |                                         |  |  |                                       |  |
|                                         |                                   | Maria Cristina Trivulzio                | Beatrice Serbelloni                                    |  |  |       |  |  |                                         |  |  |                                       |  |
| Ludovico Altieri, IX principe di Oriolo |                                   | Maria Cristina Trivulzio                |                                                        |  |  |       |  |  |                                         |  |  |                                       |  |
|                                         | Guglielmo Federico di Württemberg | Federico II Eugenio di Württemberg      |                                                        |  |  |       |  |  |                                         |  |  |                                       |  |
|                                         | Guglielmo Federico di Württemberg | Federico II Eugenio di Württemberg      |                                                        |  |  |       |  |  |                                         |  |  |                                       |  |
|                                         | Guglielmo Federico di Württemberg | Federica Dorotea di Brandeburgo-Schwedt |                                                        |  |  |       |  |  |                                         |  |  |                                       |  |
| Guglielmo di Urach                      | Guglielmo Federico di Württemberg |                                         |                                                        |  |  |       |  |  |                                         |  |  |                                       |  |
|                                         |                                   | Wilhelmine von Tunderfeldt-Rhodis       | Karl Rhodis von Thunderfeld                            |  |  |       |  |  |                                         |  |  |                                       |  |
|                                         |                                   | Wilhelmine von Tunderfeldt-Rhodis       | Karl Rhodis von Thunderfeld                            |  |  |       |  |  |                                         |  |  |                                       |  |
|                                         |                                   | Wilhelmine von Tunderfeldt-Rhodis       | Therese Schilling von Canstatt                         |  |  |       |  |  |                                         |  |  |                                       |  |
| Matilde Augusta di Urach                |                                   | Wilhelmine von Tunderfeldt-Rhodis       |                                                        |  |  |       |  |  |                                         |  |  |                                       |  |
|                                         |                                   | Eugenio di Beauharnais                  | Alessandro di Beauharnais                              |  |  |       |  |  |                                         |  |  |                                       |  |
|                                         |                                   | Eugenio di Beauharnais                  | Alessandro di Beauharnais                              |  |  |       |  |  |                                         |  |  |                                       |  |
|                                         |                                   | Eugenio di Beauharnais                  | Giuseppina di Beauharnais                              |  |  |       |  |  |                                         |  |  |                                       |  |
| Teodolinda di Leuchtenberg              |                                   | Eugenio di Beauharnais                  |                                                        |  |  |       |  |  |                                         |  |  |                                       |  |
|                                         |                                   | Augusta di Baviera                      | Massimiliano I di Baviera                              |  |  |       |  |  |                                         |  |  |                                       |  |
|                                         |                                   | Augusta di Baviera                      | Massimiliano I di Baviera                              |  |  |       |  |  |                                         |  |  |                                       |  |
|                                         |                                   | Augusta di Baviera                      | Augusta Guglielmina d'Assia-Darmstadt                  |  |  |       |  |  |                                         |  |  |                                       |  |
|                                         |                                   | Augusta di Baviera                      |                                                        |  |  |       |  |  |                                         |  |  |                                       |  |